# 曾傑 (嘉靖進士)
曾傑（？—？），字國佐，號曉峯，江西建昌府南城縣人，匠籍，明朝政治人物。

## 生平
嘉靖三十一年（1552年）壬子科江西鄉試第三十九名舉人。嘉靖三十二年（1553年）聯捷癸丑科二甲第八十九名進士。刑部观政，授刑部主事，卒。

## 家族
曾祖曾榮，府檢校；祖父曾菖；父曾禧，母饒氏；繼母萬氏。弟曾傅。